# Mantus
Mantus — німецький музичний гурт, заснований Мартіном Шиндлером в 1997 році. Назва гурту походить від назви етруського бога підземного царства — Мантуса.

## Стиль
Музика гурту часто сприймається як меланхолійна, примхлива і мелодійна.
У текстах пісень в основному йдеться про такі теми, як любов, смерть, вічність чи безсмертя. Проте, соціально-критичні проблеми, такі як расизм, ксенофобія та зґвалтування, також мають місце.

## Дискографія

### Альбоми
- Liebe und Tod (2000)
- Abschied (2001)
- Fremde Welten (2002)
- Weg ins Paradies (2003)
- Ein Hauch von Wirklichkeit (2004)
- Zeit muss enden (2005)
- Chronik (Best of) (2006)
- Requiem (2009)
- Demut (2010)
- Die Hochzeit von Himmel und Hölle (2010)
- Zeichen (2011)
- Wölfe (2012)
- Fatum (Best Of) (2013)
- Portrait aus Wut und Trauer (2014)
- Melancholia (2015)

### EP
- 2004: Keine Liebe
- 2009: Königreich der Angst
- 2011: Sünder